# Gare de La Roche-en-Brenil
Pour les articles homonymes, voir Gare de La Roche (homonymie).
La gare de La Roche-en-Brenil est une halte ferroviaire française située sur le territoire de la commune de la Roche-en-Brenil dans le département de la Côte-d'Or, en région Bourgogne-Franche-Comté. 

## Situation ferroviaire
La halte de La Roche-en-Brenil est située sur la voie ferrée de la ligne de Cravant-Bazarnes à Dracy-Saint-Loup

## Service des voyageurs

### Desserte
Depuis le 11 décembre 2011, à la suite de la fermeture du trafic voyageurs de la ligne Avallon-Autun, la gare n'est plus desservie.
La gare est desservie par des autocars TER Mobigo.